# Valentijn Overeem
Valentijn Overeem, prononcé /ˈvaːlənˌtɛi̯n/ , né le 17 août 1976, est un pratiquant néerlandais d'arts martiaux mixtes (MMA).
Il est le frère aîné de Alistair Overeem.
Il se fait notamment remarquer pour ses combats lors d'événements Rings organisés par Lee Hasdell, dont Rings Holland,  entre 1996 et 2001.

## Parcours MMA professionnel
| 62 combats     | 30 victoires | 32 défaites |
| Par KO         | 12           | 18          |
| Par soumission | 17           | 13          |
| Sur décision   | 1            | 1           |

## Les années 2010
| date       | issue    | adversaire          | événement                                | lieu                         | méthode                                 | round | temps |
| 2014-07-03 | défaite  | Ante Delija         | NG - Noc Gladiatora 9                    | Dubrovnik (Croatie)          | TKO (punches)                           | 1     | 1:24  |
| 2014-04-12 | défaite  | Konstantin Gluhov   | PF6 - Pancrase Fighting Championship     | Marseille (France)           | KO (punch)                              | 1     | 2:33  |
| 2013-12-07 | défaite  | Mikhail Mokhnatkine | Fight Nights - Battle of Moscow 14       | Moscou (Russie)              | TKO (soumission aux strikes)            | 1     | 4:45  |
| 2013-04-27 | défaite  | Konstantin Gluhov   | PFC 5 - Clash of the Titans              | Marseille (France)           | KO (genou)                              | 1     | 1:48  |
| 2012-12-15 | défaite  | Evgeny Erokhine     | FEFoMP - Battle of Empires 2             | Khabarovsk (Russie)          | TKO (soumission aux punches)            | 1     | 4:47  |
| 2012-03-24 | défaite  | Michal Kita         | Oktagon - Oktagon 2012                   | Assago (Italie)              | Soumission (étranglement en guillotine) | 1     | 1:23  |
| 2012-02-25 | victoire | Marcin Rozalski     | KSW 18 - Unfinished Sympathy             | Plok (Pologne)               | Soumission (heel hook)                  | 1     | 2:25  |
| 2011-06-18 | défaite  | Chad Griggs         | Strikeforce - Overeem vs. Werdum         | Dallas (États-Unis)          | TKO (soumission aux punches)            | 1     | 2:08  |
| 2011-02-12 | victoire | Ray Sefo            | Strikeforce - Fedor vs. Silva            | East Rutherford (États-Unis) | Soumission (neck crank)                 | 1     | 1:37  |
| 2010-05-21 | victoire | Catalin Zmarandescu | K-1 - World GP 2010 Bucharest            | Bucarest (Roumanie)          | KO (genou)                              | 1     | 0:40  |
| 2010-04-17 | victoire | Tengiz Tedoradze    | PFC 2 - Pancrase Fighting Championship 2 | Marseille (France)           | KO (head kick)                          | 1     | 0:07  |

Légende: 

## Les années 2000
| date       | issue    | adversaire               | événement                                      | lieu                       | méthode                                 | round | temps |
| 2009-11-14 | défaite  | Rafal Dabrowski          | BOTE - Beast of the East                       | Gdynia (Pologne)           | TKO (soumission aux punches)            | 1     | 1:17  |
| 2009-09-17 | défaite  | Nikolai Onikienko        | UG 11 - A Decade of Fights                     | Amsterdam (Pays-Bas)       | TKO (arrêt médecin)                     | 1     | 0:40  |
| 2008-08-24 | victoire | Kazuo Takahashi          | Sengoku - Fourth Battle                        | Saitama (Japon)            | KO (flying knee)                        | 1     | 2:42  |
| 2008-01-12 | victoire | Sasa Lazic               | LOTR - Schilt vs. Guelmino                     | Belgrade (Serbie)          | Soumission (kimura)                     | 1     | 0:00  |
| 2006-03-25 | défaite  | Milco Voorn              | KOTR - King of the Ring                        | Barneveld ([Pays-Bas])     | Soumission (étranglement)               | 1     | 0:45  |
| 2005-06-12 | défaite  | Gilbert Yvel             | It's Showtime - Amsterdam Arena                | Amsterdam (Pays-Bas)       | Soumission (armbar)                     | 1     | 4:30  |
| 2005-03-26 | défaite  | Shungo Oyama             | K-1 - Hero's 1                                 | Saitama (Japon)            | Submission (toe hold)                   | 1     | 1:28  |
| 2005-03-11 | défaite  | Kresimir Bogdanovic      | UN 1 - Ultimate Nokaut 1                       | Karlovac (Croatie)         | TKO                                     | 1     | 0:00  |
| 2005-02-20 | victoire | Ross Pointon             | AFN - Anarchy Fight Night                      | Angleterre (Royaume-Uni)   | TKO                                     | 1     | 0:59  |
| 2004-10-10 | défaite  | Dave Dalgliesh           | 2H2H - 2 Hot 2 Handle                          | Rotterdam (Pays-Bas)       | KO (punches)                            | 0     | 0:00  |
| 2004-07-21 | victoire | Autimio Antonia          | CFC 1 - Cage Carnage                           | Liverpool (Angleterre)     | KO                                      | 0     | 0:00  |
| 2003-12-12 | victoire | Andreï Rudakov           | DF - Durata World Grand Prix 3                 | Zagreb (Croatie)           | Soumission (armlock)                    | 0     | 0:00  |
| 2003-12-12 | victoire | Milco Voorn              | DF - Durata World Grand Prix 3                 | Zagreb (Croatie)           | Soumission (side choke)                 | 1     | 0:00  |
| 2003-12-12 | victoire | Roman Savochka           | DF - Durata World Grand Prix 3                 | Zagreb (Croatie)           | Soumission (étranglement en guillotine) | 1     | 0:00  |
| 2003-06-08 | défaite  | Dave Vader               | It's Showtime - Amsterdam Arena                | Amsterdam (Pays-Bas)       | KO (punch)                              | 1     | 3:22  |
| 2003-05-19 | défaite  | Mikko Rupponen           | FF 7 - Fight Festival 7                        | Helsinki (Finlande)        | décision                                | 1     | 15:00 |
| 2003-04-06 | défaite  | Ibragim Magomedov        | M-1 MFC - Russia vs. the World 5               | Saint-Petersbourg (Russie) | TKO (punches)                           | 1     | 3:20  |
| 2002-12-23 | défaite  | Ron Waterman             | Pride 24 - Cold Fury 3                         | Fukuoka (Japon)            | Soumission (keylock)                    | 1     | 2:18  |
| 2002-10-13 | défaite  | Rodney Glunder           | 2H2H 5 - Simply the Best 5                     | Rotterdam (Pays-Bas)       | forfait                                 | 1     | -     |
| 2002-07-05 | défaite  | Aaron Brink              | WFA 2 - Level 2                                | Las Vegas (États-Unis)     | TKO (punches)                           | 1     | 2:24  |
| 2002-03-17 | victoire | Marc Emmanuel            | 2H2H 4 - Simply the Best 4                     | Rotterdam (Pays-Bas)       | TKO (leg kicks)                         | 1     | -     |
| 2001-12-23 | défaite  | Igor Vovtchantchine      | Pride 18 - Cold Fury 2                         | Fukuoka (Japon)            | Soumission (heel hook inversé)          | 1     | 4:31  |
| 2001-07-29 | défaite  | Assuerio Silva           | Pride 15 - Raging Rumble                       | Fukuoka (Japon)            | Submission (heel hook inversé)          | 1     | 2:47  |
| 2001-05-27 | défaite  | Gary Goodridge           | Pride 14 - Clash of the Titans                 | Kanagawa (Japon])          | TKO (soumission genou)                  | 1     | 2:39  |
| 2001-03-18 | victoire | Ian Freeman              | 2H2H 2 - Simply The Best                       | Rotterdam (Pays-Bas)       | TKO (arrêt du médecin)                  | 1     | 1:42  |
| 2001-02-24 | défaite  | Antonio Rodrigo Nogueira | Rings - King of Kings 2000 Final               | Tokyo (Japon)              | Soumission (arm-triangle choke))        | 1     | 1:20  |
| 2001-02-24 | victoire | Randy Couture            | Rings - King of Kings 2000 Final               | Tokyo (Japon)              | Soumission (étranglement en guillotine) | 1     | 0:56  |
| 2001-02-24 | victoire | Yoshihisa Yamamoto       | Rings - King of Kings 2000 Final               | Tokyo (Japon)              | Soumission (armbar)                     | 1     | 0:45  |
| 2000-12-12 | victoire | Jerrel Venetiaan         | It's Showtime - Christmas Edition              | Haarlem (Pays-Bas)         | Soumission (heel hook)                  | 1     | 1:27  |
| 2000-10-09 | victoire | Renato Sobral            | Rings - King of Kings 2000 Block A             | Tokyo (Japon)              | Soumission (toe hold)                   | 1     | 2:19  |
| 2000-10-09 | victoire | Suren Balachinskiy       | Rings - King of Kings 2000 Block A             | Tokyo (Japon)              | TKO (strikes)                           | 1     | 2:13  |
| 2000-08-23 | victoire | Joe Slick                | Rings - Millennium Combine 3                   | Osaka (Japon)              | Soumission (Achilles lock)              | 1     | 0:36  |
| 2000-07-22 | défaite  | Tommy Sauer              | Rings USA - Rising Stars Block B               | Honolulu (États-Unis)      | KO (punches)                            | 1     | 0:35  |
| 2000-07-22 | victoire | Tuli Kulihaapai          | Rings USA - Rising Stars Block B               | Honolulu (États-Unis)      | Soumission (armbar)                     | 1     | 2:05  |
| 2000-06-15 | victoire | Brad Kohler              | Rings - Millennium Combine 2                   | Tokyo (Japon)              | Soumission (kneebar)                    | 1     | 0:31  |
| 2000-06-04 | victoire | Fatih Kocamis            | Rings Holland - Di Capo Di Tutti Capi          | Utrecht (Pays-Bas)         | KO (punch)                              | 2     | 0:47  |
| 2000-05-20 | défaite  | Achmed Labasanov         | Rings Russia - Russia vs. The World            | Iekaterinbourg (Russie)    | Soumission (Achilles lock)              | 1     | 3:50  |
| 2000-03-05 | victoire | Dennis Reed              | 2H2H 1 - 2 Hot 2 Handle                        | Rotterdam (Pays-Bas)       | Submission (étranglement en guillotine) | 1     | 0:28  |
| 2000-02-06 | défaite  | Hiromitsu Kanehara       | Rings Holland - There Can Only Be One Champion | Utrecht (Pays-Bas)         | KO (punch)                              | 1     | 4:14  |

Légende: 

## Les années 1990
| date       | issue    | adversaire               | événement                             | lieu                      | méthode                                 | round | temps |
| 1999-10-28 | défaite  | Antonio Rodrigo Nogueira | Rings - King of Kings 1999 Block A    | Tokyo (Japon)             | Soumission technique (keylock)          | 1     | 1:51  |
| 1999-05-22 | victoire | Hiromitsu Kanehara       | Rings - Rise 3rd                      | ? (Japon)                 | TKO (abandon)                           | 1     | 4:35  |
| 1999-03-20 | défaite  | Yoshihisa Yamamoto       | Rings - Rise 1st                      | ? (Japon)                 | Soumission (armbar)                     | 1     | 2:40  |
| 1999-02-21 | défaite  | Kiyoshi Tamura           | Rings - Final Capture                 | ? (Japon)                 | Soumission (armbar)                     | 1     | 6:01  |
| 1998-06-07 | défaite  | Gilbert Yvel             | Rings Holland - Who's the Boss        | Utrecht (Pays-Bas)        | TKO (blessure à l'épaule)               | 1     | 0:38  |
| 1998-03-07 | victoire | Dexter Casey             | NOTS 1 - Night of the Samurai 1       | Milton Keynes(Angleterre) | Soumission (étranglement en guillotine) | 1     | 1:50  |
| 1998-02-08 | victoire | Chris Haseman            | Rings Holland - The King of Rings     | Amsterdam (Pays-Bas)      | décision (unanime)                      | 2     | 5:00  |
| 1997-09-26 | défaite  | Wataru Sakata            | Rings - Extension Fighting 7          | ? (Japon)                 | Soumission (ankle lock)                 | 1     | 2:16  |
| 1997-06-29 | victoire | Cees Bezems              | Rings Holland - Utrecht at War        | Utrecht (Pays-Bas)        | Soumission (heel hook)                  | 1     | 0:49  |
| 1997-02-02 | victoire | Masayuki Naruse          | Rings Holland - The Final Challenge   | Amsterdam (Pays-Bas)      | TKO (coupure)                           | 1     | 3:58  |
| 1996-06-15 | victoire | Jeroen Waringa           | Fight Gala - Mix Fight Night          | Haarlem (Pays-Bas)        | KO                                      | 1     | 0:00  |
| 1996-02-18 | victoire | Tjerk Vermanen           | Rings Holland - Kings of Martial Arts | Amsterdam (Pays-Bas)      | Soumission (étranglement arrière)       | 1     | 3:06  |

Légende: 